# Richard Steven Horvitz
Richard Steven Horvitz, acreditado en algunas oportunidades como Richard S. Horvitz, Richard Horvitz o Richard Wood (nacido el 29 de julio de 1966 en Los Ángeles, California) es un actor y actor de voz estadounidense.

## Carrera
La labor fílmica de Horvitz empezó en 1976 con una aparición en un comercial, lo que le permitió hacer aparición en otros comerciales y trabajos de modelaje. Luego de una breve aparición en la adaptación de Broadway del musical Oliver!, hizo apariciones en series de televisión como Kids Incorporated y Safe at Home, y películas como Summer School. También realizó el papel de Howie en las dos temporadas de la serie The Munsters Today.
A partir de 1993, su foco de trabajo se trasladó hacia la actuación por voz, partiendo con la voz de Alpha 5 en la serie Mighty Morphin Power Rangers. Así siguió realizando voces en series como Los Castores Cascarrabias (voz de Daggett), Invasor Zim (voz de Zim), Kim Possible (voz de Aviarius), Dave, el bárbaro (voz de Ned Frischman), Zatch Bell! (voz de Kanchomé!), Las Sombrías Aventuras de Billy y Mandy (voz de Billy y Harold (Padre de Billy), Niño Ardilla (Rodney) y Kick Buttowski: Medio Doble de Riesgo (Christopher "Mouth"). Actualmente realiza la voz de Moxxie en Helluva Boss y de Materia Gris en Ben 10.
En videojuegos ha realizado la voz de Razputin en los videojuegos de Psychonauts y su secuela, la voz de Orthopox en Destroy All Humans! y Destroy All Humans! 2, y variadas voces en el juego Everquest II.

## Vida personal
Horvitz enseña actuación de voz y teatral en la Universidad Estatal de California.
Actualmente Horvitz vive en el estado de California con su esposa Kristin Lazarian y sus tres hijos.

## Filmografía

### Animé
- Duel Masters: Fritz
- Zatch Bell!: Kanchomé (2005-2006), voces adicionales.

### Series animadas
- El Tigre: Las Aventuras de Manny Rivera: Diego/Dr. Chipolte Jr.
- Ben 10: Materia Gris, Sublimino, voces adicionales.
- KND: Los Chicos del Barrio: Niño Crayón
- Dave, el bárbaro: Ned Frischman
- Invasor Zim: Zim
- Kim Possible: Aviarius
- Niño Ardilla: Rodney J. Ardilla
- Static Shock: Jimmy Osgood
- Los Castores Cascarrabias: Daggett
- Finley, el camioncito de bomberos: Dex
- Las Sombrías Aventuras de Billy y Mandy: Billy, Harold (padre de Billy), voces adicionales.
- Tres Espías Sin Límite: Theodor
- Shorty McShorts' Shorts: Dudley
- Kick Buttowski: Medio Doble de Riesgo: Christopher "Mouth"
- Helluva Boss: Moxxie, Crimson, otros papeles

### Series de acción real
- MMPR / PRZ / PRT: Alpha 5 (voz).
- Power Rangers Lightspeed Rescue: Smogger (voz)
- Power Rangers Time Force: Mantamobile (voz)
- Power Rangers Wild Force: Alpha 7 (voz)
- That's So Raven: Teddy
- VR Troopers: Minotaurbot (Voz #2)

### Películas
- Howl no Ugoku Shiro: Voces adicionales
- Power Rangers: la película: Alpha 5 (voz)
- Mulan: Voces adicionales
- Osmosis Jones: Voces adicionales
- Pompoko: Voces adicionales
- Sabrina Va a Roma: Stonehenge (voz)
- Son of the Mask: Otis (voz)
- Turbo: A Power Rangers Movie: Alpha 5 (voz)
- Kung Fu Hustle: Voces adicionales
- Invasor Zim y El Poder del Florpus: Zim (voz)

### Videojuegos
- Ape Escape: On the Loose: Spike, Niño
- Crash Bandicoot 4: It's About Time: Lani-Loli
- Destroy All Humans!: Orthopox 13
- Destroy All Humans! 2: Orthopox 13
- EverQuest II: Voces varias
- League of Legends: Rumble, Ziggs
- Metal Gear Solid 4: Guns of the Patriots:Soldados.
- Psychonauts: Razputin
- The Darkness: Berserker Darkling
- The Grim Adventures of Billy & Mandy: Billy, Harold
- World of Warcraft: Mists of Pandaria: Diablillo Vil (Demonio de brujo)
- Skylanders: Kaos
- Psychonauts 2: Razputin